# ベーヴェルン (ホルツミンデン郡)
ベーヴェルン（ドイツ語: Bevern）は、ドイツ連邦共和国ニーダーザクセン州ホルツミンデン郡に属すフレッケン（フレッケンは古くから市場開催権など一定の権利を有する町である。以下、本項では便宜上「町」と記述する）である。ヴェーザー川に臨むこの町は、ザムトゲマインデ・ベーヴェルンの本部所在地であり、その名の由来となった町である。

## 地理
ベーヴェルンは北をベルクブルク山地、南をゾリング山地に挟まれたヴェーザーベルクラント地方に位置しており、北のフォーグラー山地、北東のホムベルクの森も遠くない。町内を流れるベーヴァーバッハ川が、中心部から約 2 km 東でヴェーザー川に合流する。

### 自治体の構成
首邑であるベーヴェルンの他、デルメ、ローバッハ、リュトゲナーデ、ライライフツェンの集落がこの自治体に属す。

## 歴史
この町は822年または856年のコルヴァイ修道院の文書に初めて記録されている。
1501年にブルン・フォン・ベーヴェルンが最初の教会を建設した。ケルン大司教のヘルマン・フォン・ヘッセンが1506年にこの教会堂を聖別した。1595年にシュタティウス・フォン・ミュンヒハウゼンがこの建物を取り壊させて、新しい教会を建設させた。
1603年から1612年にかけてシュタティウス・フォン・ミュンヒハウゼンはヴェーザールネサンス様式のベーヴェルン城を建設させた。この城は、いくつかの中間段階を経た後、現在は文化センター兼EWR（ルネサンス体験館）となっている。
1703年にベーヴェルンに市場開催権が与えられた。

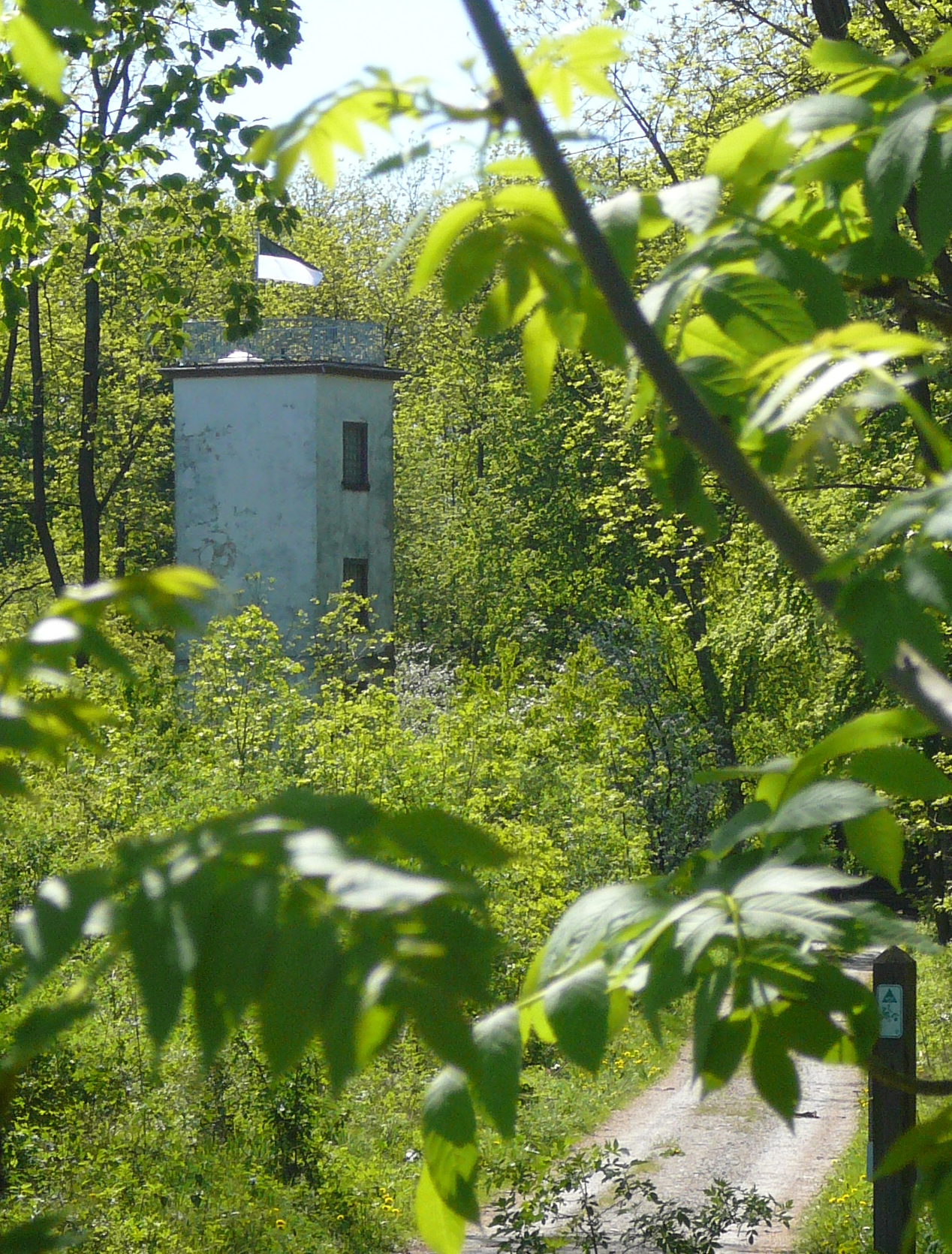
腕木通信の通信所

1832年から1833年にかけて、ベルリンからコブレンツまでを結ぶプロイセン王国の腕木通信網の第28通信所がブルクベルクに設けられた。宿舎を備えた高さ 14 m の旧通信所の遺構が現在でも見ることができる。この通信所は1850年の電気通信網の使用開始とともに廃止された。
1846年、ベーヴェルンで最初のユダヤ人墓地が造られた。2つ目のユダヤ人墓地は1855年にアム・シュタインブリンクに造られた。
ネオゴシック様式のプロテスタント＝ルター派聖ヨハニス教会は1893年11月19日に献堂された。この教会は所により精密に加工されたヴェーザー砂岩で造られている。教会塔は1571年建造のものである。
1939年6月、Bf109戦闘機が、燃料不足のためにベーヴェルンとアラースハイムとの間に緊急着陸した。1943年にもJu 52機が農地に不時着した。

## 宗教
ベーヴェルン住民の 78 % がプロテスタント、16 % がカトリック、6 % がその他の宗教または無信仰である。

## 行政

### 議会
この町の議会は、15議席からなる。

### 町の開発コンセプト
住民の請願により、住民に支えられた開発コンセプトを目標とする「戦略的計画」作業共同体がベーヴェルンに設けられた。そのための作業基盤は戦略論「Engpasskonzentrierte Strategie」（直訳すると「隘路集積戦略」）によって裏付けられている。ベーヴェルンはホルツミンデン経済地域における組織的地域開発のパイロットプロジェクトである。

### 紋章
銀の波帯で赤地と緑地に上下二分割。上部は、6本の銀の旗と金の門を持つ金のルネサンス様式のベーヴェルン城。金の葉をつけた、囓られた金の切り株の傍らに振り向く金のビーバー。この紋章が象徴しているのはこの町にとって重要なヴェーザールネサンス様式で建設された城館とビーバーである。この町を流れるベーヴァーバッハ川 (Beverbach) は Biberbach（ビーバーのいる川）に由来し、したがってこの川の名前に由来する町名 ベーヴェルン (Bevern) はビーバー (Biber)を起源としているのである。

### 姉妹自治体
ベーヴェルンは、フランスの大西洋岸に近いジロンド川河口付近のワイン産地メドック地方に属す5つの村を姉妹自治体としている。長年にわたってフランス、ドイツの相互訪問が行われている。姉妹自治体は以下の通りである（いずれもフランス、ジロンド県）。
- サンテステフ
- シサック＝メドック
- ヴィルトゥーユ
- サン＝ジェルマン＝デストゥイユ
- サン＝スラン＝ドゥ＝カドゥールヌ

## 文化と見所

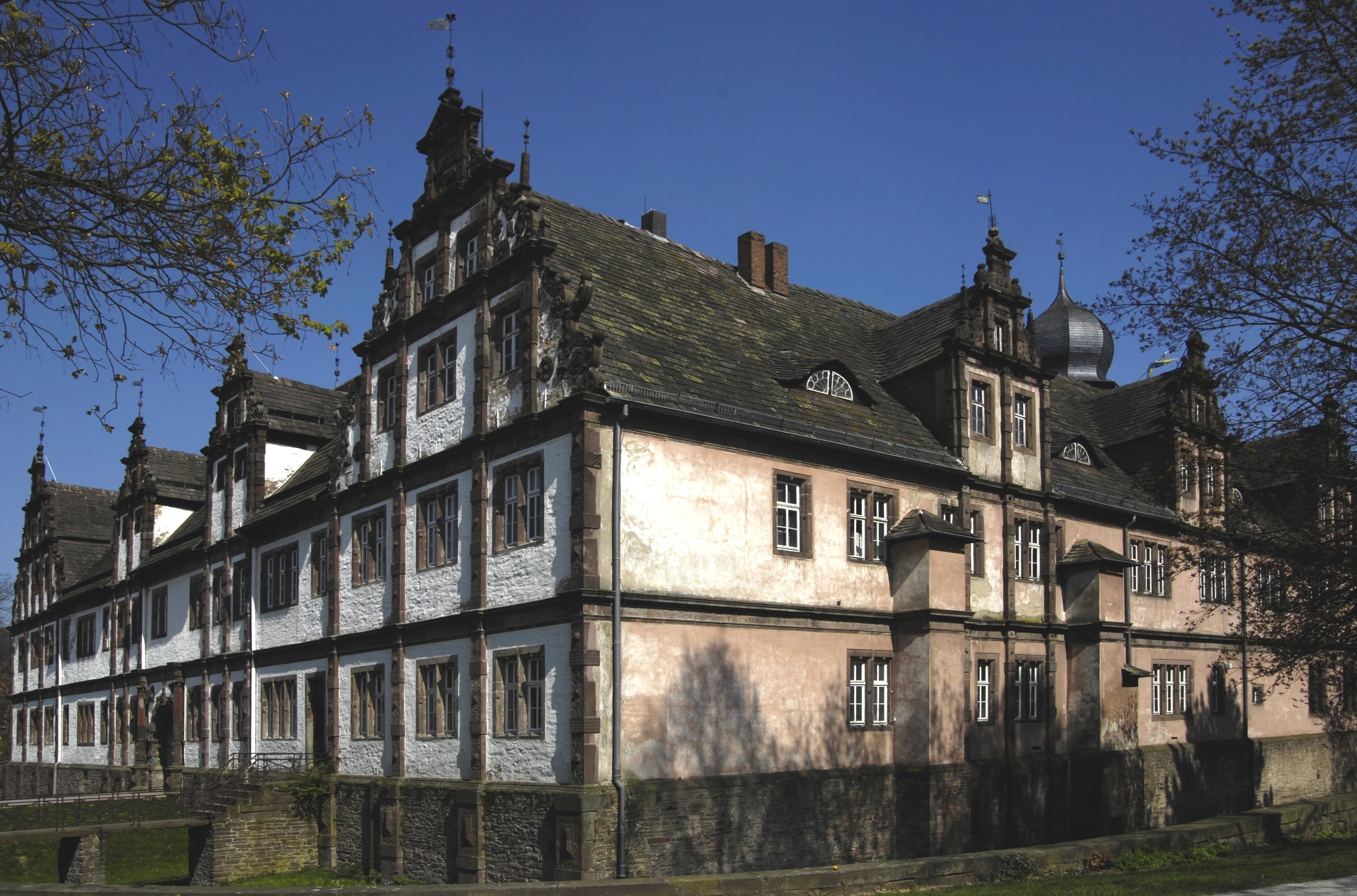
ベーヴェルン城

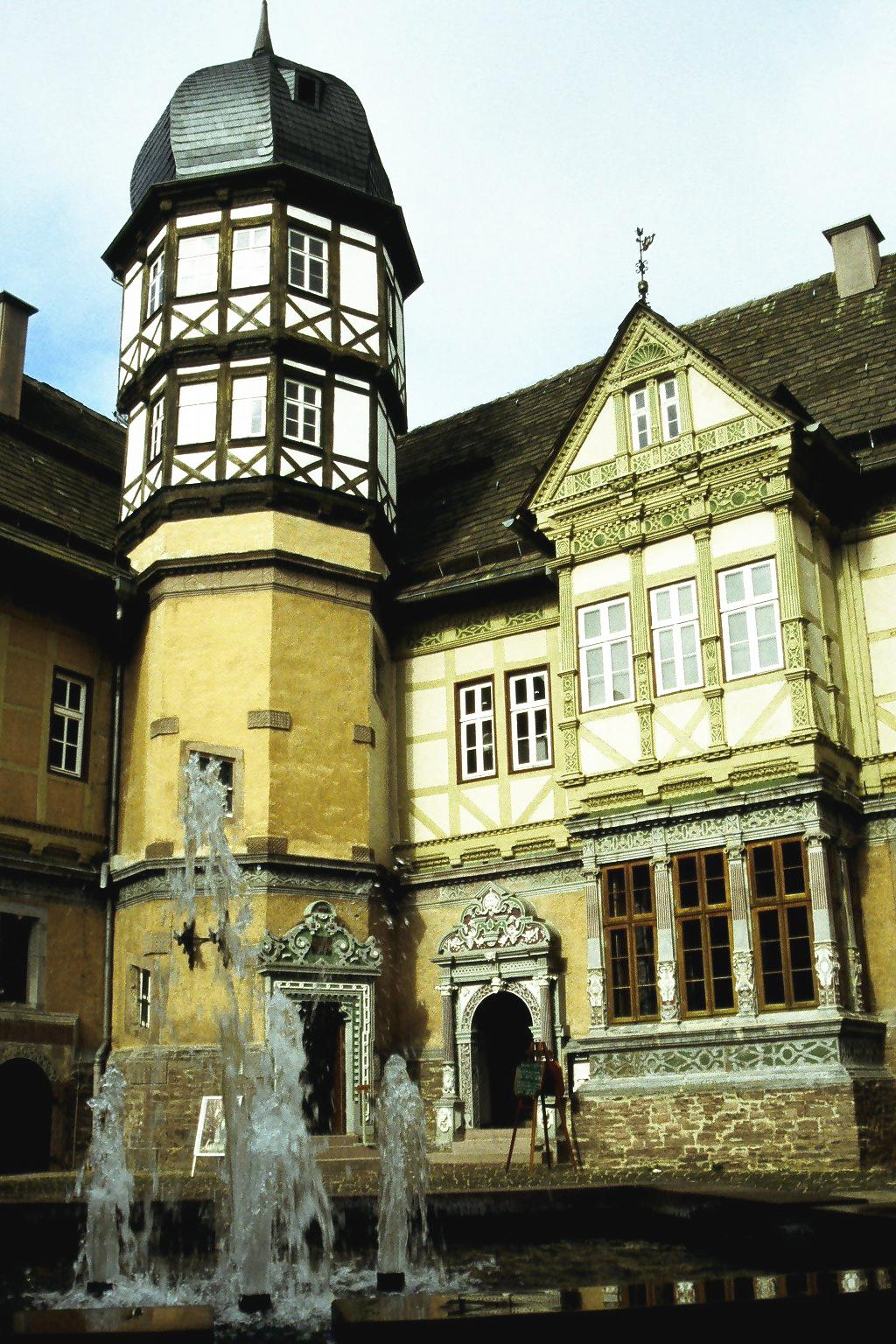
城の中庭の階段塔

最も有名な見所は、1603年から1612年に城主シュタティウス・フォン・ミュンヒハウゼンの構想に基づいて建設されたヴェーザールネサンスの最も重要な建築文化財の一つであるベーヴェルン城である。この城館は装飾破風を戴いた均整のとれた4翼構造をなしている。ほぼ正方形の中庭の対角線上に2つの階段塔が向かい合っている。また、2本の橋が架かる水堀や城館庭園が付属している。
ホルツミンデン郡は1986年にこの城館を町から引き継ぎ、これ以後継続的に文化センターへと改装していった。城内には常設のベーヴェルン郷土博物館があり、夏には「夜の城」というイベントのための装置が設営される。このイベントでは城の中庭が贅沢にイルミネーション照明される。
2007年夏からはマルチメディアで体感するヨーロッパ初の歴史テーマパーク「ルネサンス体験館」(EWR) が開館した。シュタティウス・フォン・ミュンヒハウゼンの生涯を背景に、戦争指揮や急速に進展する貨幣経済への対応など特別な演出がなされた19のステージで城の歴史が紹介されている。
シュタティウスは、その裕福さのために毀誉褒貶が激しい人物である。しかしその途方もない経済上の成功は、彼のどちらかと言えば思慮深い性格と穀物取引や、何よりも金融業によって達成されたのである。

## 経済と社会資本

### 経済
1900年、ライフアイゼン農業信用金庫eG がベーヴェルンに設立され、2002年にヴェーザーベルクラント国民銀行eG と合併した。
1949年から電子・オートメーション技術、画像処理や装置製造のベトラム電子技術GmbHが設立された。
ライハルト・ヘルンラインGmbH & Co. KG は1955年に設立され、家具を製造していた。後にグスタフ・ヴェルマンGmbH（現在のアルノAG）の子会社となったが、2003年11月に破産を申し立て、2004年7月に倒産した。最終的には約135人が働いていた。
フォルストの C. Müller 機械製造会社も1976年に倒産した。
オーストリアのザンクト・ヨハン・イン・チロルに本部を置くエッゲ企業グループの傘下にあるエッゲ・ベーヴェルンGmbH & Co. KG は1995年から中密度繊維板 (MDF) の製造を始めた。1988年に設立されたベーヴァーボード・ファーザープラッテン GmbH & Co. KG がこの会社の事業を引き継いでいる。
1996年からバイオ植物油の生産を行うオイル会社エルミューレ・ゾリングGmbH がある。

## 人物

### 出身者
- フェルディナント・アルブレヒト2世（1680年 - 1735年）：ブラウンシュヴァイク＝リューネブルク公、ブラウンシュヴァイク＝ヴォルフェンビュッテル＝ベーヴェルン侯
- アントン・ウルリヒ・フォン・ブラウンシュヴァイク（1714年 - 1774年）：フェルディナント・アルブレヒト2世の次男。ロシア帝国の大元帥。

### ゆかりの人物
- ハンス＝ハインリヒ・ザンダー（1945年 - ）ニーダーザクセン州環境大臣。ベーヴェルンで長年にわたり本課程・基礎課程学校の校長を務めた。
- シュテファン・レムラー（1946年 - ）ドイツのバンド、トリオのボーカリスト。1970年代の終わり頃、ベーヴェルンの基礎課程学校で音楽教師を務めていた。

## 引用
1. ↑  Landesamt für Statistik Niedersachsen, LSN-Online Regionaldatenbank, Tabelle A100001G: Fortschreibung des Bevölkerungsstandes, Stand 31. Dezember 2023
2. ↑  Hans Jürgen Brandt: Die Bischöfe und Erzbischöfe von Paderborn. Paderborn 1984, pp. 188–190.